# مقاطعة غرينفيل (كارولاينا الجنوبية)
مقاطعة غرينفيل (بالإنجليزية: Greenville County, South Carolina)‏ هي إحدى مقاطعات ولاية كارولاينا الجنوبية في الولايات المتحدة. تأسست سنة 1786، بلغ عدد سكانها 467605 نسمة في عام 2010 حسب إحصاء مكتب تعداد الولايات المتحدة وتصل الكثافة السكانية فيها 220.5 نسمة/كم2.

## وصلات خارجية
- www.greenvillecounty.org
- United States Counties